# Divizia Națională 2016-2017
Divizia Națională 2016–2017 este cel de-al 26-lea sezon din istoria Diviziei Naționale, prima ligă de fotbal din Republica Moldova. Competiția a început pe 23 iulie 2016 și urmează să se termine în luna mai 2017.

## Echipe

### Stadioane
| Club                 | Locația      | Stadion                   | Capacitate |
| -------------------- | ------------ | ------------------------- | ---------- |
| Academia Chișinău    | Chișinău     | Stadionul CPSM            | 1.000      |
| FC Petrocub          | Hîncești     | Stadionul Orășenesc       | 1.500      |
| Dacia Chișinău       | Chișinău     | Stadionul Moldova (Speia) | 8.550      |
| Dinamo-Auto Tiraspol | Tiraspol     | Stadionul Dinamo-Auto     | 3.525      |
| Milsami Orhei        | Orhei        | CSR Orhei                 | 2.539      |
| Zaria Bălți          | Bălți        | Stadionul Orășenesc       | 5.953      |
| Saxan Gagauz Yeri    | Ceadîr-Lunga | Stadionul Ceadîr-Lunga    | 2.000      |
| Sheriff Tiraspol     | Tiraspol     | Stadionul Sheriff         | 13.460     |
| Speranța Nisporeni   | Nisporeni    | Stadionul Orășenesc       | 8.000      |
| CF Ungheni           | Ungheni      | Stadionul Mircea Eliade   | 2,500      |
| Zimbru Chișinău      | Chișinău     | Stadionul Zimbru          | 10.600     |

### Personal și sponsori
| Echipa      | Localitate     | Antrenor            | Producător echipament | Sponsor pe tricou   |
| ----------- | -------------- | ------------------- | --------------------- | ------------------- |
| Academia    | Chișinău       | Iuri Hroșev         | Macron                |                     |
| FC Petrocub | Sărata-Galbenă | Eduard Bălănuță     | Joma                  | Moldova Agroindbank |
| Dacia       | Chișinău       | Veaceslav Semionov  | Puma                  | -                   |
| Dinamo-Auto | Tiraspol       | Nicolae Mandrîcenco | Umbro                 | Ipotecinîi          |
| Milsami     | Orhei          | Vladimir Veber      | Joma                  | Dufremol            |
| Zaria       | Bălți          | Veaceslav Rogac     | Acerbis               | Simtravel           |
| Saxan       | Ceadîr-Lunga   | Vlad Goian          | Kelme                 |                     |
| Sheriff     | Tiraspol       | Lilian Popescu      | Adidas                | IDC                 |
| Speranța    | Nisporeni      | Cristian Efros      | Nike                  | Orom Imexpo         |
| CF Ungheni  | Ungheni        | -                   | -                     | -                   |
| Zimbru      | Chișinău       | Ștefan Stoica       | Puma                  | Obolon              |

## Clasament
| Loc | Echipa               | MJ | V  | E  | Î  | GM | GP | DG  | Pct | Calificare sau retrogradare                      |
| --- | -------------------- | -- | -- | -- | -- | -- | -- | --- | --- | ------------------------------------------------ |
| 1   | Sheriff Tiraspol (C) | 30 | 22 | 3  | 5  | 71 | 15 | +56 | 69  | Liga Campionilor 2017–18 Turul doi preliminar    |
| 2   | Dacia Chișinău       | 30 | 22 | 3  | 5  | 54 | 15 | +39 | 69  | UEFA Europa League 2017–18 Primul tur preliminar |
| 3   | Milsami Orhei        | 30 | 22 | 2  | 6  | 57 | 20 | +37 | 68  | UEFA Europa League 2017–18 Primul tur preliminar |
| 4   | Zaria Bălți          | 30 | 20 | 5  | 5  | 56 | 21 | +35 | 65  | UEFA Europa League 2017–18 Primul tur preliminar |
| 5   | Zimbru Chișinău      | 30 | 13 | 7  | 10 | 32 | 29 | +3  | 46  |                                                  |
| 6   | Petrocub Hîncești    | 30 | 8  | 10 | 12 | 31 | 38 | −7  | 34  |                                                  |
| 7   | Speranța Nisporeni   | 30 | 7  | 8  | 15 | 24 | 35 | −11 | 29  |                                                  |
| 8   | Academia Chișinău    | 30 | 8  | 3  | 19 | 21 | 52 | −31 | 27  | Desființată                                      |
| 9   | Dinamo-Auto Tiraspol | 30 | 5  | 8  | 17 | 31 | 58 | −27 | 23  |                                                  |
| 10  | Saxan (R)            | 30 | 5  | 4  | 21 | 23 | 57 | −34 | 19  | Retrogradare în Divizia A 2017-2018              |
| 11  | Ungheni (R)          | 30 | 4  | 5  | 21 | 19 | 79 | −60 | 17  | Retrogradare în Divizia A 2017-2018              |

## Topul marcatorilor
| Loc | Jucător            | Club                        | Goluri |
| --- | ------------------ | --------------------------- | ------ |
| 1   | Ricardinho         | Sheriff Tiraspol            | 15     |
| 2   | Josip Brezovec     | Milsami Orhei               | 12     |
| 3   | Cheikh-Alan Diarra | Dacia (5) & Dinamo-Auto (4) | 9      |
| 3   | Sergiu Plătică     | Speranța                    | 9      |
| 5   | Octavian Onofrei   | Dinamo-Auto                 | 8      |
| 5   | Igor Bugaiov       | Zaria                       | 8      |
| 7   | Maksym Feshchuk    | Dacia                       | 7      |
| 7   | Ilya Belous        | Milsami                     | 7      |
| 7   | Viorel Primac      | Ungheni                     | 7      |
| 7   | Georgi Sarmov      | Dacia                       | 7      |
| 7   | Maxim Mihaliov     | Zaria                       | 7      |
| 7   | Igor Banović       | Milsami                     | 7      |